# Royal African Company

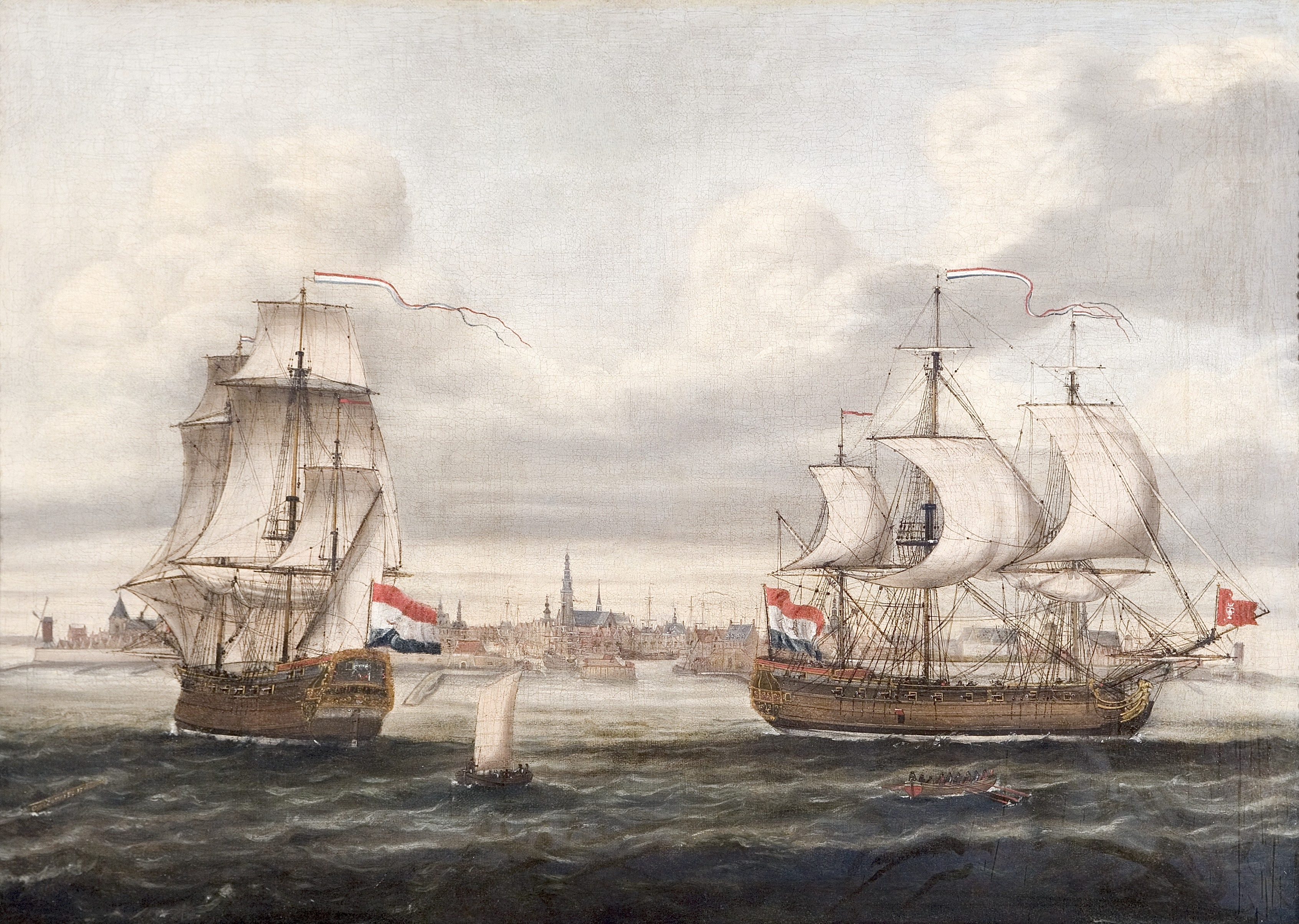
(Lorredraaier) 'de Witte Bijle' op de rede van Vlissingen. Afbeelding & collectie: Zeeuws maritiem muZEEum.

Royal African Company werd in 1660 opgericht. Zij verkreeg het monopolie op de Engelse goud- en slavenhandel en had haar hoofdkwartier op Bunce Island, en in het huidige Ghana. De Royal Africa Company is in 1752 opgeheven.
Ze was de opvolger van de Company of Royal Adventurers of England trading to Africa, die in 1660 na de Tweede Engelse Zeeoorlog failliet ging en de kaperbrieven op West-Afrika teruggaf aan de kroon. De betrokkenheid van het Huis Stuart, dat wil zeggen Karel II van Engeland en Jacobus II van Engeland in beide ondernemingen was groot.
Robert Holmes viel de Hollandse nederzettingen aan, maar De Ruyter wist Elmina voor de Nederlanders te bewaren. Om de Engelse aanwezigheid in West-Afrika niet al te veel in gevaar te brengen, werd de Gambia Adventurers toestemming gegeven om handel te drijven op die kust. Daarnaast zou zo veel mogelijk geprobeerd moeten worden de WIC dwars te zitten. In 1679 sloot de WIC een overeenkomst met de RAC om sluikhandel tegen te gaan, toen bleek dat een aantal Zeeuwse smokkelaars gebruik maakte van Engelse bescherming.
De meeste slaven kwamen van die plekken waar geen Hollandse factorijen waren. Vanwege droogte ten zuiden van de Sahara schijnen de bewoners van die streken zich vrijwillig voor transport en slavernij aangemeld te hebben, om de kans te overleven te vergroten. Veel slaven overleefde de oversteek naar Jamaica, waar een depot was gevestigd en verkoop plaatsvond, niet; zieken en ondervoeding eisten hun tol. Schattingen lopen uiteen van 20 tot 25%.
Pas in 1681, enkele jaren na de Derde Engelse Zeeoorlog, kwam de handel op gang. Smokkel of particuliere handel door de scheepskapiteins, de zogenaamde lorredraaiers, ondermijnde de positie van de Company in de jaren negentig.
In 1698 verloor zij haar monopolie. De slavenhandel werd vrijgegeven en er werd een belasting ingesteld van 10% op handel met West-Afrika. Niettemin werden er de eerste tien jaar twee of vier keer zoveel slaven vervoerd. Kooplieden uit Bristol en Liverpool waren hier voor verantwoordelijk.
De Company verzorgde voor de Engelse kroon aanvoer van goud, dat werd gebruikt voor het slaan van munten. Dat het Engelse pond en 5% van haar waarde, dat wil zeggen een shilling, guinea werd genoemd, heeft hiermee te maken. Het zou kunnen betekenen dat de 10%-regeling werd verlaagd naar 5%.
De Royal Africa Company leverde al in een vroeg stadium slaven naar Virginia voor de landbouw, onder andere de tabakscultuur was arbeidsintensief. Ook de Engelse planters leefden op krediet en de Royal Africa Company zag haar schulden groeien.
Bij de Vrede van Utrecht eiste Engeland het Asiento de negros op. Particuliere ondernemingen, gebaseerd op aandelenuitgifte, zoals de South Sea Company bepaalden inmiddels de handel en het transport van slaven.
In 1739 brak een oorlog uit tussen Spanje en Engeland, de zogenaamde Oorlog om Jenkins' oor. De sluikhandel die gepaard ging met het slaventransport was Spanje een doorn in het oog. Het kwam nooit meer goed met de Royal Africa Company. Haar opvolger werd de Company of Merchants trading to Africa.